# Gizama cuculalis
Gizama cuculalis är en fjärilsart som beskrevs av Paul Dognin 1914. Gizama cuculalis ingår i släktet Gizama och familjen nattflyn. Inga underarter finns listade i Catalogue of Life.